# Кампо Санта-Маргерита

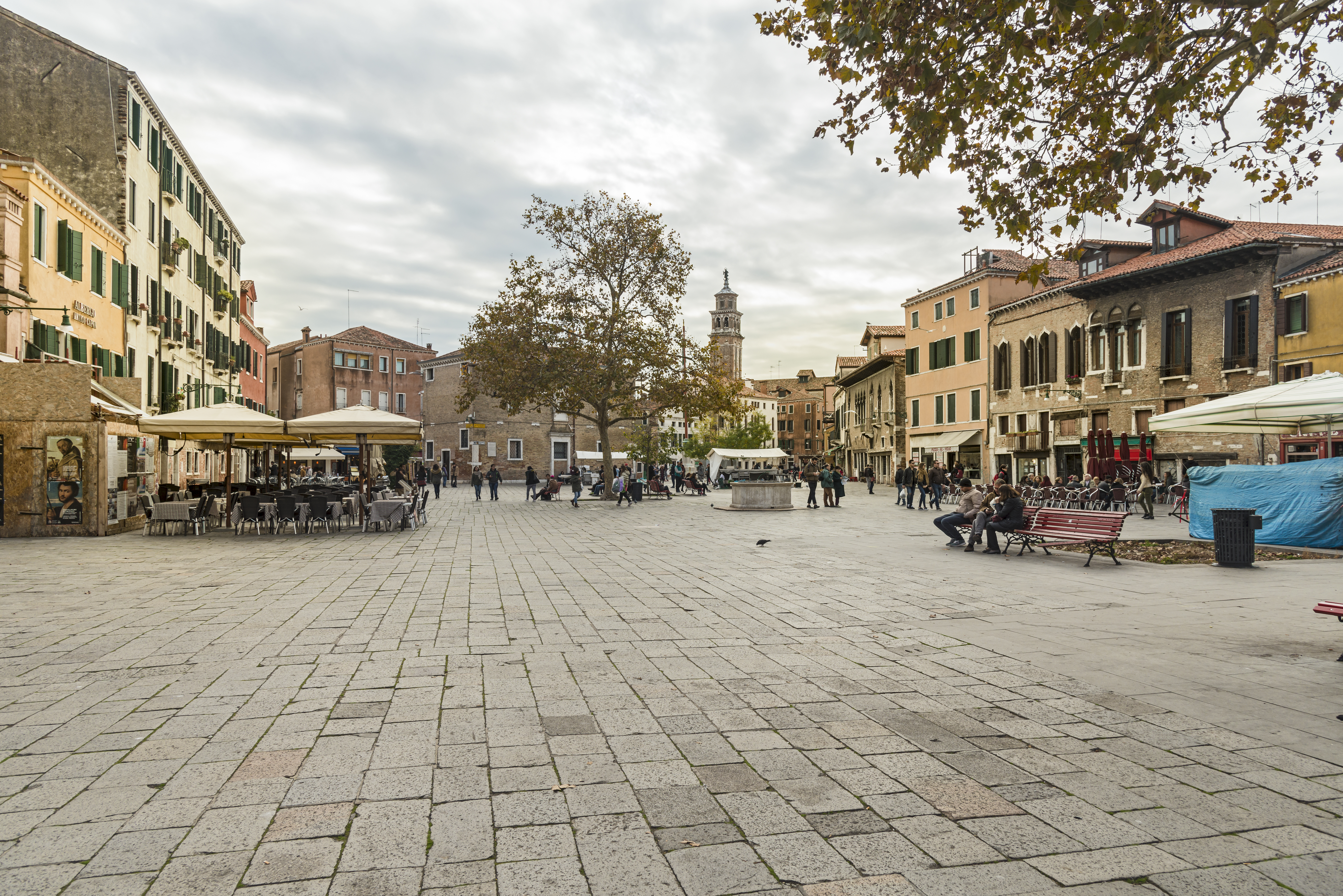
Кампо Санта-Маргерита

Кампо Санта-Маргерита (итал. Campo Santa Margherita) — крупное кампо Венеции в районе Дорсодуро. Благодаря близости к вузам Венеции (университет Ка-Фоскари, институт архитектуры, университетская библиотека) является центром молодёжной, в том числе ночной жизни города.
Площадь получила название от церкви Санта-Маргерита, здание которой стоит на её северном краю. Церковь была секуляризована при Наполеоне, в 1810 году. Ныне в ней находится университетская аудитория, используемая для проведения учебных, научных и развлекательных мероприятий.
В существующем виде площадь сформировалась во второй половине XIX веке, при австро-венгерском управлении Венецией, когда по санитарно-гигиеническим соображениям были засыпаны несколько каналов, проходивших тут.
На площади расположено множество кафе, с понедельника по субботу работает рыбный и овощной рынок.
На Кампо Санта-Маргерита расположены исторические постройки, в том числе:
- Церковь Санта-Маргерита (IX в.)
- Скуола Кармини (XVII в.)
- Скуола Варотери (Scuola dei Varoteri, 1725)
- Богадельня Скровеньи (Ospizio Scrovegni, XV–XVIII вв.)
- Дворец Фосколо-Корнер (Casa Foscolo Corner, XIV в.)